# تايم شير (فلم 2018)
تايم شير (بالإسبانية: Tiempo compartido) هو فيلم دراما إثارة مكسيكي صدر عام 2018، من إخراج سباستيان هوفمان، وتأليف هوفمان وخوليو تشافيزمونتيس. يتتبع الفيلم قصتي رجلين يعانيان من اضطرابات نفسية: "أندريس" (ميغيل رودارتي)، وهو عامل تنظيف في منتجع فاخر، و"بيدرو" (لويس غيراردو مينديز)، الذي يقضي عطلة لمدة أسبوع في نفس المنتجع مع زوجته وابنه.

## القصة
يصل "بيدرو" وزوجته "إيفا" وابنهما الصغير إلى منتجع إيفرفيلد الفاخر لقضاء عطلة لمدة أسبوع. في تلك الليلة، تطرق عائلة أخرى بابهم، مدعيةً أن لديهم الحق في الإقامة في نفس المنزل. يتضح أن إدارة المنتجع قد قامت بالحجز الزائد للمنازل. لا يشعر "بيدرو" بالارتياح تجاه تصرفات الأب الآخر، "أبيل"، الاجتماعية المفرطة. ولخيبة أمله، يُجبر كلا العائلتين على مشاركة نفس المنزل طوال العطلة. تبدأ الأمور في التدهور بشكل غريب، حيث يشعر "بيدرو" أن العائلة الأخرى ليست كما تبدو عليه.
في هذه الأثناء، يعاني "أندريس" من اضطرابات نفسية ويحاول إنقاذ زواجه من "غلوريا". كان "أندريس" في السابق فنانًا ترفيهيًا مرحًا ورياضيًا في منتجع إيفرفيلد، لكنه انحدر إلى حالة اكتئاب عميقة بعد وفاة ابنه. لهذا السبب، أصبح الآن يعمل كعامل تنظيف في نفس المنتجع. وعلى الرغم من أن زوجته تعمل أيضًا كعاملة تنظيف في المنتجع، إلا أنها تُختار ضمن برنامج تطوير خاص قد يؤدي إلى ترقيات مستقبلية وزيادة في راتبها. يتم تنسيق هذا البرنامج من قبل المدير الأمريكي الغامض والمريب "توم".
تزداد الأمور ظلمةً وغرابةً، حتى تتقاطع طرق "بيدرو" و"أندريس" بطريقة غير متوقعة.

## روابط خارجية
- مقالات تستعمل روابط فنية بلا صلة مع ويكي بيانات